# Pacjan z Barcelony
Pacjan z Barcelony, łac. Patianus, hiszp. Paciano (ur. ok. 310, zm. przed 392) – wczesnochrześcijański pisarz, biskup Barcelony (po 343), święty Kościoła katolickiego.
Jest autorem pism: Jeleń (przeciw pogańskim świętom Nowego Roku – pismo zaginione), Trzy listy do Symproniana (wymierzone przeciw nowacjanom), oraz rozprawy Zachęta, czyli książeczka zachęcająca do pokuty i kazania O chrzcie. Twierdził, że z pnia chrześcijańskiego powstało wiele odłamów (herezji) które wyrosły na drzewie jak dzikie gałęzie, które należy wyciąć i spalić. Powstanie denominacji w chrześcijaństwie uznał za działanie szatana.
Jego wspomnienie liturgiczne obchodzone jest 9 marca.